# Francesco Calcagnini
Pour les articles homonymes, voir Calcagnini.
Francesco Calcagnini, né probablement à Rovigo vers 1405 et mort en juin 1476 à Lendinara, est un homme politique et un lettré italien.

## Biographie
Francesco Calcagnini est né probablement à Rovigo de Niccolò et Teresa (ou Caterina) Libanori vers 1405. Son père est un notaire.
Il est élève de Victorin de Feltre à Mantoue, puis de Guarino de Vérone à Ferrare, où il copie les écrits Orator ad Brutum et Brutus de Cicéron.
Suivant les traces de son père, il devient secrétaire du Margrave de Mantoue (en) Jean-François de Mantoue, qui le nomme vicaire de Volta en 1441 et le suit dans quelques entreprises militaires. Le 23 septembre 1444, il est accompagné du testament de Gianfrancesco et, après sa mort, il resta à la cour de Mantoue de son successeur, le margrave Louis III de Mantoue.
En 1453, il s'installe à Ferrare chez le margrave Borso d'Este, qui en 1463 le nomme capitaine général de Polésine et ici, le 10 décembre 1468, l'empereur Frédéric III en fait un chevalier.
En 1476, il a été nommé podestat de Lendinara, où il meurt en juin de la même année.